# Натчези
Натчезите (на английски: Natchez) са най – мощното индианско племе в долината на Мисисипи по времето на контакта с европейците (1540). Селата им са концентрирани около Сейнт Катрин Крийк в района на днешния Натчез – Мисисипи. Те са наследниците на местната култура Плакмайн, която е част от по-голямата култура Мисисипи. Хората Плакмайн са известни с йерархично построените си общества, изграждането на сложни насипни работи, строежа на могили и интензивното земеделие. До около 1500 г. културата Плакмайн навлиза в последна фаза на своето развитие и част от нея става достояние на първите европейци, които идват в района. През 1542 г. експедицията на Ернандо де Сото се натъква на един силен народ в долината на Мисисипи, който Де Сото нарича „Кигуалтам“, по името на главния им вожд. Това е и първото им споменаване. Когато идват французите през 1682 г. от силния народ на Де Сото са останали малцина. Французите се срещат с едно развито общество и култура, които не предполагат, че могат да съществуват на континента.
До 1731 г., след три големи войни с французите, натчезите се разпръсват и намират убежище при чикасо, горните крики и чероките, с които впоследствие се озовават в Оклахома.
В началото на 21 век около 6000 членове, които са част от чероките и мускогите съставят Нацията натчези. Има и няколко малки непризнати общности пръснати из югоизточните щати.

## Култура
Натчезите са уседнал земеделски народ със сложни церемониални и религиозни практики и екзогамно, йерархично построено общество с две класи – благородници и обикновени хора (мичмичгупи). В благородническата класа, разделена на три касти влизат върховният вожд наричан Велико Слънце, останалите вождове, наричани Слънца, благородниците и уважаваните хора. Позицията и функциите на върховния вожд се различават доста от тези при другите племена. Той е издигнат в култ като наследник на самото Слънце и за него се грижат безброй слуги. Когато той умре много от слугите и съпругите му се самоубиват, за да могат душите им да му служат и в отвъдния свят. Върховният вожд винаги живее в главното село, в голяма кирпичена къща издигната на висока могила. В близост до нея, на друга могила се издига голям храм, в който се провеждат някои церемонии и се поддържа вечен огън, за който се грижат 8 свещенослужители. Главното село също така има голям централен площад, около който са групирани отделните домакинства. То е доста по-голямо от другите села и играе ролята на сборен, церемониален, религиозен и политически център. Второстепенните села се ръководят от вождовете Слънца, които са подчинени на Великото Слънце. Но въпреки че върховният вожд има абсолютна власт, понякога от уважение се вслушва в мнението на Съвета. От всички вождове, които по принцип са от кралското семейство се избира един военачалник, който се грижи по въпросите на войната и дипломацията, докато върховният вожд отговаря за гражданските дела. Техните позиции, както и позициите на благородниците са наследствени и се предават по майчина линия.
Кастата на уважаваните хора се състои от хора, които по някакъв начин са се издигнали в обществото от класата на обикновените хора. Тяхната позиция не е наследствена, а само по заслуги. Така например обикновен войн, отличил се по време на война веднага повишава своя статус. Майки, които жертват децата си при някакви поводи или церемонии също се издигат и се ползват с голямо уважение.
Накрая на йерархията са обикновените хора, които се грижат за прехраната на висшата класа. Те обработват земята, строят домове и храмове, издигат могили и вършат много други неща в полза на цялото племе.

## Население и села
Натчезите вероятно се срещат с експедицията на Ернандо де Сото през 1541 – 1543 г., но първото им споменаване е от Рене Робер дьо Ла Сал през 1682 г. Според Ла Сал племето наброява около 6000 души, но това е малко вероятно. Джеймс Муни оценява населението им през 1650 г. на 4000 – 4500 души, докато Джон Рийд Суонтън дава 3500 души през 1698 г. По-точна оценка дава Пиер Ле Мойн д’Ибервил, когато ги посещава през 1700 г. Според него натчезите живеят в 9 села и разполагат с около 1200 войни. Д′Ибервил записва имената на селата като започва с основното им село – Натчез (Натче) и продължава с Почогола, Усагоколас, Согоколас, Ятанокас, Имакачас, Токое, Туголаси Ачоголас. Повечето от тези имена са преведени на жаргона мобил. Автентичните им натчезки имена не са известни. На жаргона мобил Туголас вероятно означава „град на тиу“ – осиновено от натчезите племе, а някое от останалите имена се отнася за григра, също осиновено племе.

## История
Френските католически мисионери идват при племето малко преди Д′Ибервил, през 1698 г., но не успяват да се установят. Заселването на Луизиана започва на следващата година с основаването на Билокси, последвано от основаването на Мобил през 1702 г. След 1704 г. отряди чикасо, подкрепяни от английските колонисти от Каролина, започват непрекъснати нападения на юг до страната на натчезите, за да отвличат роби. Понякога натчезите и язу се съюзяват с чикасо и участват в набезите им чак до делтата на Мисисипи и на изток до Мобил. До този момент отношенията между натчезите и французите са все още приятелски.

### Натчезки войни
През 1710те и 1720те френското присъствие в страната им се увеличава многократно, което води до конфликти между двете страни. Същевременно от изток идват все повече и повече английски търговци и в редиците на племето възникват спорове по въпросите за търговията. Една част желае да търгува с англичаните, а другата е за вярност към французите. За да потушат напрежението, французите основават малък пост на устието на река Язу през 1713 г. Това обаче няма голям ефект. През 1716 г. войни от английската фракция на племето убиват четирима френски търговци. Французите решават да решат мирно проблема, но не успяват. След кратък конфликт мирът е възстановен. Така приключва Първата натчезка война.
Французите побързали да построят форт Розали, военен пост близо до главното село Натчез. Войната избухва отново през 1722 г. и 1723 г. и е наречена Втора и Трета натчезка война. Това обаче са две фази на един и същи конфликт. Тази война започва заради спор за дългове, в който един френски търговец убива един натчез. Френският командир на Форт Розали само порицава търговеца за това убийство, без да го накаже или принуди да заплати за убития. Разярени от това безочие, натчезките войни си отмъщават като нападат френските селища. Скоро след това мирът е възстановен. През ноември 1729 г. комендантът на Форт Розали иска от натчезите да му отстъпят парче земя за плантация. Земята обаче, която иска комендантът, се намира близо до тяхно село и на нея имало гробище и храм. Натчезите остро протестират, но комендантът ги заплашва, че ако не отстъпят ще изгори храма. Натчезите привидно се съгласяват и молят да им се даде време да преместят гробовете и храма. Прибирайки се в селото си, хората започват да се готвят за война вместо да местят гробове. На 29 ноември 1729 г. войните нападат и до края на деня унищожават цялата френска колония в Натчез, включително и Форт Розали. Над 200 французи са убити, а около 300 жени и деца са отведени като пленници. Натчезите губят само 12 войни. Новината за атаката достига Ню Орлиънс в началото на декември. Веднага е организирана военна експедиция, но вместо да атакува натчезите тя напада село на чауаша, които нямат нищо общо с конфликта. През януари 1730 г. е сформирана нова наказателна експедиция, която обсажда главното село Натчез. В последвалата битка 80 мъже и 18 жени натчези са убити. Французите са подпомагани от скаути туника и чокто, които действат отделно. Те атакуват едно натчезко село и убиват над 100 души в него, като твличат много пленници. Натчезите са принудени да изоставят селата си и да се укрият в блатата около Блек Ривър. Войната продължава до януари 1731 г., когато най-накрая французите успяват да обградят натчезите в блатата. Много натчези са убити, а 387 са отведени като пленници. Повечето успяват да избягат и намират убежище при чикасо, а останалите се разпръсват и в крайна сметка намират убежище при горните крики и чероките, с които впоследствие се озовават в Оклахома.
В началото на 21 век основното селище на натчезите се намира в южната част на земите на мускогите и чероките в Оклахома, като приблизително 6000 членове съставляват племето. Има и доста малки общности пръснати из целия Югоизток.